# Фурия (дъщеря на Гордиан III)
Вижте пояснителната страница за други личности с името Фурия.
Фурия (на латински: Furia; * 244 г.) е римска благородничка.

## Произход
Според Христиан Сетипани е дъщеря на император Гордиан III (238 – 244) и Фурия Сабина Транквилина. Внучка е по бащина линия на Антония Гордиана, дъщеря на Гордиан I, сестра на Гордиан II и майка на Гордиан III. Тя принадлежи към Нерво-Антониновата династия. По майчина линия е внучка на преторианския префект Тимеситей и непозната жена.

## Фамилия
Съпруга е на Марк Меций Орфит (* 245), който е син на Марк Меций Проб (* 220 г.) и Пупиена Секстия Павлина Цетегила (* 225 г.). Съпругът ѝ е внук по бащина линия на Марк Помпоний Меций Проб (консул 228 г.), а по майчина линия на Корнелия Марулина и Марк Пупиен Африкан, син на император Пупиен и Секстия Цетегила. Двамата имат дъщеря Меция Проба (* 270), която се омъжва за Фалтоний (* 260), син на Фалтоний Пиниан (проконсул на Азия 286 или 305 г.).